# Pueblo! (strip)
Pueblo! je kolekcionarsko izdanje tri epizode Zagora objavljena u #174-177 u izdanju Veselog četvrtka tokom leta 2021 godine, koje je nacrtao domaći autor Bane Kerac. Na kioscima u Srbiji se pojavila 27. januara 2022. Imala je 304 strane. Izdanje sadrži uvodne tekstove Morena Buratinija i Vase Pavkovića o Zagoru i Banetu Kercu.

## Originalna epizoda
Originalna epizode pojavile su se u Italiji tokom 2019. u #642-645.

## Pojedinačne sveske
174. Dolina spomenika (03.06.2021)
175. Pustinjska ekspedicija (01.07.2021)
176. Tajanstveni pueblo (29.07.2021)
177. Vatreni fetiš (26.08.2021)